# Dječak u plavom
Dječak u plavom jest portret koji je naslikao engleski slikar rokokoa, Thomas Gainsborough oko 1770. god. i predstavlja jedno od njegovih najslavnijih slika. 
Vjeruje se kako je na slici prikazan Jonathan Buttle (1752. – 1805.), sin bogatog trgovca, koji je bio blizak prijatelj umjetnika, premda to nikada nije dokazano. Djelo je naslikano tijekom produljenog boravka Gainsborouga u Bathu, prije nego što se konačno naselio u Londonu 1774. god. Povijesna studija kostima i portreta mladića u odjeći iz sedamnaestog stoljeća smatra kako je riječ o Gainsboroughovom odavanju počasti slikarstvu Anthonisa van Dycka, posebice njegovom portretu Karla II. kao dječaka iz 1637. god.
Portret je naslikan oko 1770.godine, kada je u Britaniji bilo moderno pozirati u kostimima iz 17. stoljeća. Dječak nije bio aristokrat, ali ga umjetnik namjerno oblači u raskošno i elegantno odijelo, čime naglašava izraz neovisnosti i ponosa na licu mladića. Njegov raskošni kostim blista samopouzdanjem, statusom i značajem. Samo šarmantno rumenilo i jednostavnost u njegovim očima daju naslutiti kako je riječ o običnom dječaku. 
Dječak stoji čvrsto i samouvjereno, pogled mu je usmjeren prema gledatelju. On je osvijetljen svjetlošću koja se prelijeva poput topaza, srebrene i čiste nebeske boje, te zrači lakoćom i otmjenošću. Thomas Gainsborough koristi svoju omiljenu metodu rastvaranja jedne boje u drugoj, te opći ton boje razvodi različitim potezima, zbog čega je tekstura fluidna. 
Umjetnik je stvorio svoj poseban stil i stil slikanja portreta, pri čemu je koristio okolnu prirodu kako bi prenio raspoloženje i osobnost. Pored važne uloge krajolika u kompoziciji, Thomas Gainsborough je na ovoj slici koristio hladne boje koje nisu tipične za tradicionalne portrete iz ovog doba. Navodno je Gainsborough naslikao portret kao odgovor na tvrdnje njegovog rivala, Joshue Reynoldsa koji je tvrdio kako plava boja, kao hladna, ne može da se koristi kao središnja na slici.
Henry E. Huntington je kupio sliku zajedno s Gainsboroughovom slikom Vrata kolibe i Reynoldsovom Sarah Siddons kao tragična muza od vojvode od Westminstera 1921. god. Potez koji je izazvao negodovanje javnosti u Britaniji. Slika je plaćena 728.800 dolara, što je tada bila rekordna cijena za bilo koju sliku. Prema spomenu u The New York Timesu od 11. studenog 1921., otkupna cijena iznosila je 640.000 $, što bi 2019. god. bilo 9,17 milijuna dolara.

## Vanjske poveznice
|  | Zajednički poslužitelj ima još gradiva o temi Dječak u plavom |